# 布桑兰·恩布鲁庞
布桑兰·恩布鲁庞（1996年3月22日—），昵称Cream，是泰國女子羽毛球單打運動員。曾连续三届赢得亞洲青年羽毛球錦標賽两次季军以及一次亚军，并且也在2013年世青賽季军。在国际赛中，多次代表泰国队助赢得奖牌于（2017年和2018年）的蘇迪曼盃和尤伯杯主力成员。同时，也助泰国女队连续二届卫冕东南亚运动会主力之一，亦是東南亞運動會羽毛球比賽的双冠王得主。

## 簡歷
2012年3月，布桑兰·恩布鲁庞出战越南羽毛球國際挑戰賽，在女单準决赛以0比2（15-21、12-21）不敌日本的峰步美。同年5月，她出戰馬來西亞羽毛球黃金大獎賽，在女子單打決賽，以2比0（21–17、22–20）擊敗日本的高橋沙也加，贏得個人首個世界羽聯大獎賽冠軍。同年6月，她代表泰国参加韩国慶尚北道金泉市举办的亞洲青年羽毛球錦標賽，赢得亚青赛女单季军。同年8月，她出战越南羽毛球大獎賽，在女单準决赛以0比2（10-21、18-21）不敌赛会头号种子、队友的蓬迪·布拉那巴硕；此外，她还与蓬迪·布拉那巴硕的女双準决赛以1比2（21-18、14-21、10-21）不敌赛会4号种子、马来西亚的黄惠龄/黄惠恩。
2013年4月，布桑兰·恩布鲁庞出战馬來西亞羽毛球黃金大獎賽，在女单準决赛以0比2（18-21、19-21）不敌赛会5号种子、新加坡的顾娟。同年6月，她出战泰國羽毛球黃金大獎賽，在女单决赛以1比2（22-20、19-21、13-21）不敌赛会2号种子、队友的拉差诺·因达农；此外。她还与蓬迪·布拉那巴硕的女双準决赛以1比2（21-16、14-21、20-22）不敌日本的三木佑里子/米元小春。同年7月，她代表泰国参加马来西亚沙巴州亞庇市举办的亞洲青年運動會羽毛球比賽，赢得亚青赛女单亚军。同年8月，她參加中國廣州舉行的世界羽毛球錦標賽，以14號種子身分出戰女子單打項目，她在首圈輪空，但在第二圈就以1比2（12-21、21-17、14-21）不敵西班牙的卡罗列娜·马琳出局。同期8月，她代表泰国参加中国南京举办的亞洲青年運動會羽毛球比賽，赢得亚青会女单亚军。同年9月，她出战中華台北羽毛球黃金大獎賽，在女单準决赛以1比2（21-17、15-21、19-21）不敌赛会2号种子、臺灣名将的戴資穎。同年10月，她出战倫敦羽毛球黃金大獎賽，在女单準决赛以1比2（22-20、18-21、19-21）不敌赛会3号种子、世界冠军的卡罗列娜·马琳。同期10月，她出战荷蘭羽毛球大獎賽，在女单决赛以2比0（21-12、21-12）击败了赛会3号种子、新加坡的顾娟，赢得冠军。同样10月，她代表泰国参加本国举办的世界青年羽毛球錦標賽，赢得世青赛女单季军。
2014年2月，布桑兰·恩布鲁庞代表泰国参加臺灣臺北市举办的亞洲青年羽毛球錦標賽，赢得亚青赛女单季军。同年4月，她代表泰国参加马来西亚亚罗士打举办的世界青年羽毛球錦標賽，随队赢得团体赛季军。同年8月，她代表泰国参加中国南京举办的青年奧林匹克運動會羽毛球比賽，赢得青奥运女单季军。同年11月，她出战澳門羽毛球黃金大獎賽，在女单準决赛以0比2（14-21、15-21）不敌赛会2号种子、印度名将的普萨拉·文卡塔·辛杜。
2015年6月，布桑兰·恩布鲁庞代表泰国参加新加坡举办的東南亞運動會羽毛球比賽，在率先进行的团体赛，泰国女队赢得金牌；而女单决赛以2比0（21-17、21-12）击败了印尼的哈娜·拉曼迪尼，勇夺金牌。同年7月，她代表泰國朱拉隆功大學出戰韓國光州市舉行的世界大學生運動會羽毛球比賽，贏得混合團體銅牌。同年8月，她參加印尼雅加達舉行的世界羽毛球錦標賽，以15號種子身分出戰女子單打項目，故在首圈輪空。她在第二圈以2比0擊敗法國的戴尔芬·兰萨克晉級；但至第三圈面對7號種子、中國的王適嫻，就以0比2（22-24、11-21）落敗，16強止步。同年10月，她出战碧特博格羽毛球黃金大獎賽，在女单决赛以1比2（21-16、14-21、13-21）不敌赛会4号种子、日本的山口茜，赢得亚军。
2016年9月，布桑兰·恩布鲁庞出战印尼羽毛球大師賽，在女单决赛以2比0（21-15、21-13）击败了赛会8号种子、马来西亚的吳堇溦，赢得冠军。同年10月，她出战泰國羽毛球黃金大獎賽，在女单决赛以0比2（23-25、8-21）不敌日本的大堀彩，赢得亚军。
2017年2月，布桑兰·恩布鲁庞出戰泰國羽毛球大師賽，在女子單打決賽，以2比0（21–16、21–17）擊敗日本的大堀彩，赢得本土赛事的女單冠军。同年5月，她出战泰國羽毛球黃金大獎賽，在女单决赛以1比2（18-21、21-12、16-21）不敌赛会头号种子、世界冠军的拉差诺·因达农，赢得亚军。同年8月，她代表泰国参加马来西亚吉隆坡举办的東南亞運動會羽毛球比賽，随队赢得金牌。

## 主要比賽成績
只列出曾進入準決賽的國際賽事成績：
| 年份   | 賽事                         | 公開賽級別 | 項目     | 搭檔            | 成績   |
| ------ | ---------------------------- | ---------- | -------- | --------------- | ------ |
| 2012年 | 越南羽毛球國際挑戰賽         | 國際挑戰賽 | 女子單打 | －              | 準決賽 |
| 2012年 | 馬來西亞羽毛球黃金大獎賽     | 黃金大獎賽 | 女子單打 | －              | 冠軍   |
| 2012年 | 亞洲青年羽毛球錦標賽         | 其他       | 女子單打 | －              | 準決賽 |
| 2012年 | 越南羽毛球大獎賽             | 大獎賽     | 女子單打 | －              | 準決賽 |
| 2012年 | 越南羽毛球大獎賽             | 大獎賽     | 女子雙打 | 蓬迪·布拉那巴硕 | 準決賽 |
| 2012年 | 澳門羽毛球黃金大獎賽         | 黃金大獎賽 | 女子單打 | －              | 亞軍   |
| 2013年 | 馬來西亞羽毛球黃金大獎賽     | 黃金大獎賽 | 女子單打 | －              | 準決賽 |
| 2013年 | 泰國羽毛球黃金大獎賽         | 黃金大獎賽 | 女子單打 | －              | 亞軍   |
| 2013年 | 泰國羽毛球黃金大獎賽         | 黃金大獎賽 | 女子雙打 | 蓬迪·布拉那巴硕 | 準決賽 |
| 2013年 | 亞洲青年羽毛球錦標賽         | 其他       | 女子單打 | －              | 亞軍   |
| 2013年 | 亞洲青年運動會羽毛球比賽     | 其他       | 女子單打 | －              | 銀牌   |
| 2013年 | 中華台北羽毛球黃金大獎賽     | 黃金大獎賽 | 女子單打 | －              | 準決賽 |
| 2013年 | 倫敦羽毛球黃金大獎賽         | 黃金大獎賽 | 女子單打 | －              | 準決賽 |
| 2013年 | 荷蘭羽毛球大獎賽             | 大獎賽     | 女子單打 | －              | 冠軍   |
| 2013年 | 世界青年羽毛球錦標賽         | 其他       | 女子單打 | －              | 準決賽 |
| 2014年 | 亞洲青年羽毛球錦標賽         | 其他       | 女子單打 | －              | 準決賽 |
| 2014年 | 世界青年羽毛球錦標賽         | 其他       | 混合團體 | －              | 季軍   |
| 2014年 | 青年奧林匹克運動會羽毛球比賽 | 其他       | 女子單打 | －              | 銅牌   |
| 2014年 | 澳門羽毛球黃金大獎賽         | 黃金大獎賽 | 女子單打 | －              | 準決賽 |
| 2015年 | 瑞士羽毛球黃金大獎賽         | 黃金大獎賽 | 女子單打 | －              | 亞軍   |
| 2015年 | 東南亞運動會羽毛球比賽       | 其他       | 女子團體 | －              | 金牌   |
| 2015年 | 東南亞運動會羽毛球比賽       | 其他       | 女子單打 | －              | 金牌   |
| 2015年 | 世界大學運動會羽毛球比賽     | 其他       | 混合團體 | －              | 銅牌   |
| 2015年 | 碧特博格羽毛球黃金大獎賽     | 黃金大獎賽 | 女子單打 | －              | 亞軍   |
| 2016年 | 泰國羽毛球大師賽             | 黃金大獎賽 | 女子單打 | －              | 準決賽 |
| 2016年 | 亞洲羽毛球團體錦標賽         | 其他       | 女子團體 | －              | 季軍   |
| 2016年 | 印尼羽毛球大師賽             | 黃金大獎賽 | 女子單打 | －              | 冠軍   |
| 2016年 | 泰國羽毛球黃金大獎賽         | 黃金大獎賽 | 女子單打 | －              | 亞軍   |
| 2016年 | 碧特博格羽毛球黃金大獎賽     | 黃金大獎賽 | 女子單打 | －              | 準決賽 |
| 2017年 | 泰國羽毛球大師賽             | 黃金大獎賽 | 女子單打 | －              | 冠軍   |
| 2017年 | 亞洲羽毛球混合團體錦標賽     | 其他       | 混合團體 | －              | 季軍   |
| 2017年 | 蘇迪曼盃                     | 其他       | 混合團體 | －              | 季軍   |
| 2017年 | 泰國羽毛球黃金大獎賽         | 黃金大獎賽 | 女子單打 | －              | 亞軍   |
| 2017年 | 東南亞運動會羽毛球比賽       | 其他       | 女子團體 | －              | 金牌   |
| 2018年 | 優霸盃                       | 其他       | 女子團體 | －              | 亞軍   |
| 2018年 | 亞洲運動會羽毛球比賽         | 其他       | 女子團體 | －              | 铜牌   |
| 2019年 | 泰國羽毛球大師賽             | 超級300賽  | 女子單打 | －              | 亞軍   |
| 2019年 | 蘇迪曼盃                     | 其他       | 混合團體 | －              | 季軍   |
| 2019年 | 東南亞運動會羽球比賽         | 其他       | 女子團體 | －              | 金牌   |
| 2020年 | 亞洲羽毛球團體錦標賽         | 其他       | 女子團體 | －              | 季軍   |
| 2020年 | 西班牙羽毛球大師賽           | 超級300賽  | 女子單打 | －              | 準決賽 |
| 2021年 | 奧爾良羽毛球大師賽           | 超級100賽  | 女子單打 | －              | 冠軍   |
| 2021年 | 優霸盃                       | 其他       | 女子團體 | －              | 季軍   |
| 2021年 | 海洛羽毛球公開賽             | 超級500賽  | 女子單打 | －              | 冠軍   |
| 2022年 | 印度羽毛球公開賽             | 超級500賽  | 女子單打 | －              | 冠軍   |
| 2022年 | 瑞士羽毛球公開賽             | 超級300賽  | 女子單打 | －              | 亞軍   |
| 2022年 | 優霸盃                       | 其他       | 女子團體 | －              | 季軍   |
| 2023年 | 亞洲羽毛球混合團体錦標賽     | 其他       | 混合團体 | －              | 季軍   |
| 2023年 | 亞洲運動會羽毛球比賽         | 其他       | 女子團体 | －              | 銅牌   |
| 2024年 | 泰國羽毛球大師賽             | 超級300賽  | 女子單打 | －              | 準決賽 |
| 2024年 | 亞洲羽毛球團體錦標賽         | 其他       | 女子團體 | －              | 亞軍   |
| 2024年 | 馬來西亞羽毛球大師賽         | 超級500賽  | 女子單打 | －              | 準決賽 |
| 2024年 | 加拿大羽毛球公開賽           | 超級500賽  | 女子單打 | －              | 冠軍   |
| 2024年 | 日本羽毛球公開賽             | 超級750賽  | 女子單打 | －              | 亞軍   |
| 2025年 | 亞洲羽毛球混合團体錦標賽     | 其他       | 混合團体 | －              | 季軍   |

| 2007-2017年 | 首要超級賽 | 超級賽 | 黃金大獎賽 | 大獎賽 | 國際挑戰賽 | 國際系列賽 | 未來系列賽 | 其他 |

| 2018-2026年 | 總決賽 | 超級1000賽 | 超級750賽 | 超級500賽 | 超級300賽 | 超級100賽 | 國際挑戰賽 | 國際系列賽 | 未來系列賽 | 其他 |

### 奧運會和世錦賽參賽紀錄
|          | 2013 | 2014  | 2015 | 2016 | 2017 | 2018 | 2019 | 2020 | 2021 | 2022 | 2023 |
| -------- | ---- | ----- | ---- | ---- | ---- | ---- | ---- | ---- | ---- | ---- | ---- |
| 女子單打 | 32強 | 64強1 | 16強 | －   | －   | 32強 | 32強 | 16強 | 32強 | 8強  | 16強 |

- ^  注解1：退賽

## 主要对賽记录
布桑兰·恩布鲁庞與主要對手的對賽成績如下（只列出對賽五次或以上對手，截至2023年11月7日）：

| 對手                     | 對賽次數 | 對賽結果 | 對賽結果 | 總計 |
| 對手                     | 對賽次數 | 勝       | 負       | 總計 |
| ------------------------ | -------- | -------- | -------- | ---- |
| 蓬帕威·磋楚翁            | 6        | 4        | 2        | +2   |
| 妮查恩·金達蓬 （退役）   | 5        | 0        | 5        | -5   |
| 拉差诺·依瑟儂            | 12       | 0        | 12       | -12  |
| 高昉潔                   | 5        | 3        | 2        | +1   |
| 王仪涵（退役）           | 6        | 1        | 5        | -4   |
| 李雪芮（退役）           | 8        | 2        | 6        | -4   |
| 王適嫻（退役）           | 7        | 1        | 6        | -5   |
| 何冰嬌                   | 8        | 1        | 7        | -6   |
| 陳雨菲                   | 10       | 2        | 8        | -6   |
| 孙瑜（退役）             | 11       | 1        | 10       | -9   |
| 塞娜·內維爾              | 7        | 4        | 3        | +1   |
| 普萨拉·文卡塔·辛度       | 18       | 1        | 17       | -16  |
| 大堀彩                   | 10       | 4        | 6        | -2   |
| 奧原希望                 | 9        | 2        | 7        | -5   |
| 山口茜                   | 9        | 1        | 8        | -7   |
| 白馭珀                   | 5        | 4        | 1        | +3   |
| 戴資穎                   | 19       | 3        | 16       | -13  |
| 裴延姝（退役）           | 5        | 3        | 2        | +1   |
| 成池鉉（退役）           | 10       | 2        | 8        | -6   |
| 魯斯麗·哈塔萬            | 6        | 6        | 0        | +6   |
| 格蕾戈麗亞·瑪麗斯卡·東宗 | 6        | 2        | 4        | -2   |
| 顾娟（退役）             | 5        | 4        | 1        | +3   |
| 葉姵延                   | 5        | 5        | 0        | +5   |
| 卡罗列娜·马琳            | 7        | 0        | 7        | -7   |
| 李文珊                   | 6        | 2        | 4        | -2   |
| 克里斯蒂·吉尔莫          | 7        | 6        | 1        | +5   |
| 米婭·布里西費爾特        | 6        | 4        | 2        | +2   |

## 外部連結
- 布桑兰·恩布鲁庞的Instagram帳戶